# Charles Gamage Eastman
Pour les articles homonymes, voir Eastman.
Charles Gamage Eastman, né le 1er juin 1816 à Fryeburg dans le Maine et mort le 16 septembre 1860, est un poète et journaliste américain.

## Biographie
Il émigre avec ses parents dans l'État de Vermont, où il commence et achève ses études. En 1835, il dirige le Sentinelle de Barlington (Vermon), fonde l' Express de la rivière Lamoille en 1838 à Johnson, dans le même État, et l'Esprit du siècle, en 1840, à Woodstock. En 1846, il va s'établir à Montpellier, capitale de l'État, et achète le Patriote du Vermont, qu'il continue à diriger. Il est directeur des postes à Woodstock et à Montpellier pendant plusieurs années, sénateur de l'État local en 1851-1852, délégué aux conventions nationales de 1852 et 1856, et candidat pour le congrès fédéral en 1858. Comme poète, il jouit d'une certaine réputation; les revues et magazines américains contiennent un grand nombre de ses productions en ce genre.